# Ljubov Jegorova
Ljubov Ivanovna Jegorova, ryska: Любовь Ивановна Егорова) född 5 maj 1966 i Seversk, är en tidigare rysk längdskidåkare. 
Jegorova började sin karriär i världscupen 1984. 1993 vann hon den totala världscupen och året efter slutade hon tvåa. 
Jegorova var även mycket framgångsrik vid såväl världsmästerskap som vid olympiska spel. Totalt vann hon fem olympiska guld och tre guld vid världsmästerskap. 
Jegorova tilldelades 1994 Holmenkollenmedaljen och hon har även tilldelats medaljen Ryska federationens hjälte. 
Hon åkte fast för dopning i samband med VM i Trondheim 1997 och blev av med den guldmedalj som hon vann på 5 km.